# Coleophora coracipennella
Coleophora coracipennella là một loài bướm đêm thuộc họ Coleophoridae. Nó được tìm thấy ở châu Âu.
Sải cánh dài 8,5-11,5 mm. Con trưởng thành bay từ tháng 6 đến tháng 7 tùy theo địa điểm.
Ấu trùng ăn Prunus spinosa, Prunus padus, Prunus cerasus và other Prunus species, cũng như on apples và Crataegus.